# Giovanni Chellini
Giovanni Chellini (San Miniato, 1372 o 1373 – San Miniato, 4 febbraio 1461) è stato un medico e mecenate italiano.

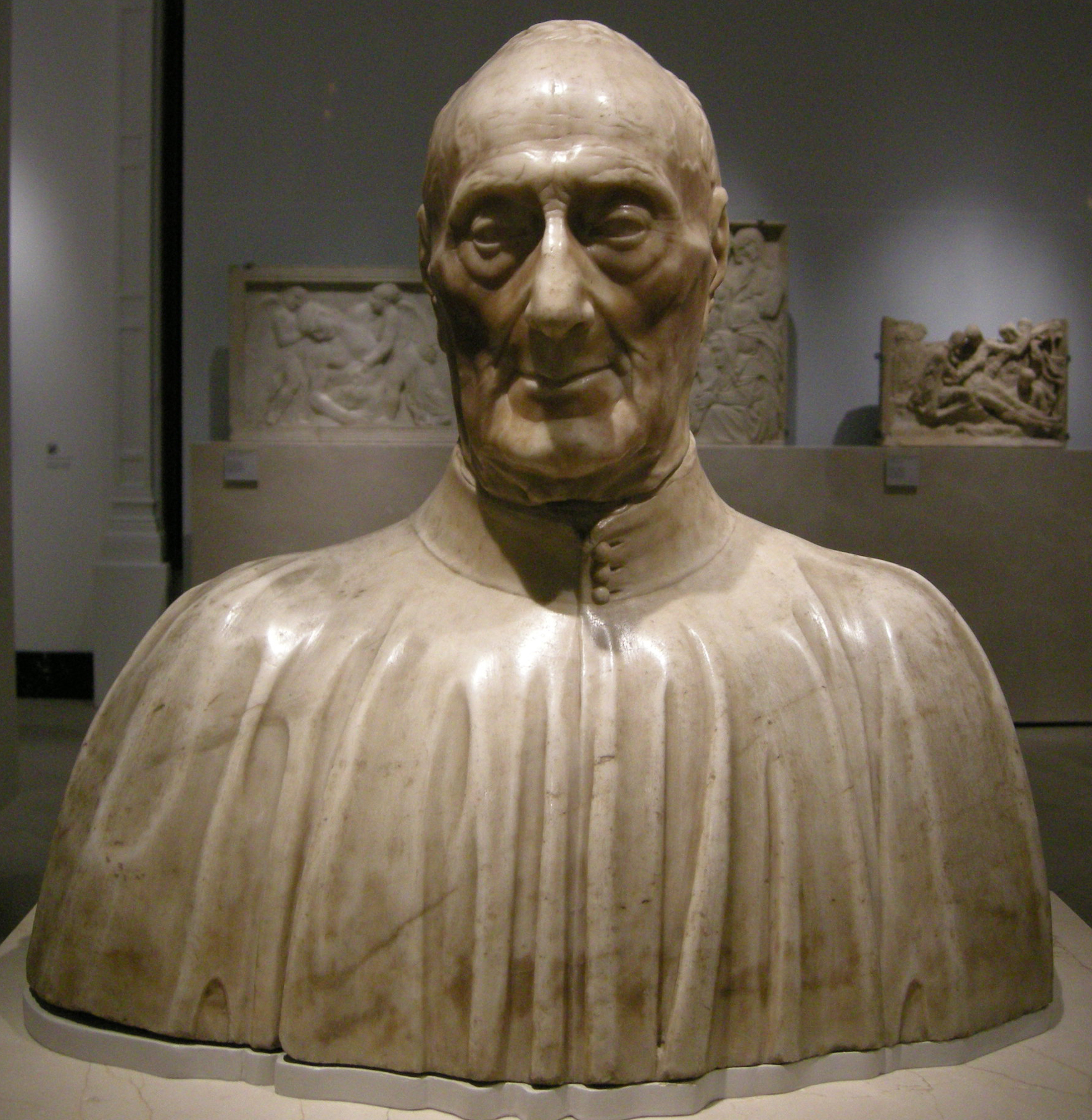
Antonio Rossellino, busto di Giovanni Chellini, 1456

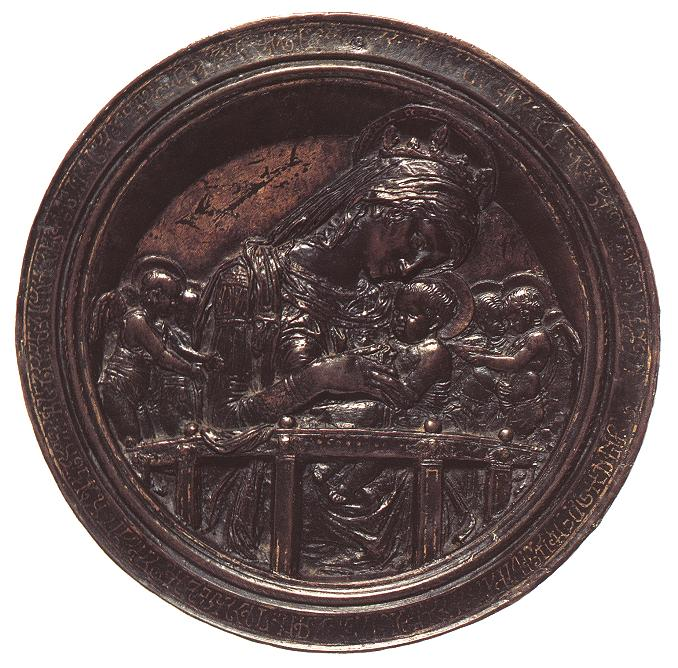
Donatello, Madonna Chellini, 1456 circa

Professionista stimato e benestante, fu amico e committente di numerosi artisti del Rinascimento, come Donatello e i fratelli Bernardo e Antonio Rossellino.

## Biografia
Di lui si hanno poche notizie biografiche legate soprattutto a fonti di archivio. La data di nascita si ricava dalla denunzia al catasto del 1457, in cui il Chellini dichiarò di avere 84 anni, e dalla lapide sul suo sepolcro che lo ricordava morto di circa novant'anni, quindi nato nel 1372 o 1373. Suo padre Antonio fu pure un medico, che aveva raggiunto una certa agiatezza economica grazie anche al commercio e all'usura, attività tipiche della borghesia della sua epoca, ed era morto entro il 1425; suo fratello Bartolomeo fu invece notaio in Firenze e morì verso il 1449.
Completati gli studi medici, Giovanni avviò a praticare la professione medica a Firenze, iscrivendosi all'Arte dei Medici e Speziali e, più tardi, dedicandosi anche all'insegnamento presso lo Studio: già il 30 novembre 1401 era chiamato a tenere letture di logica e filosofia, mentre nel 1404 ne fu nominato vicedirettore. In seguito il suo nome scompare da statuti ed atti, ed è probabile che ciò sia dovuto alla scelta di dedicarsi completamente alla professione medica, diventando uno dei più richiesti professionisti di Firenze, riuscendo ad accrescere notevolmente le proprie fortune.
Sposò una certa Nanna, morta di peste il 6 ottobre 1437, ed ebbe i figli Cosimo e Tommaso. Dopo la morte del fratello crebbe anche il nipote Bartolomeo, come ricorda la dichiarazione catastale del 1457, quando pagava "fiorini 15 per le spese di vita a Bartolomeo figliuolo di ser Bartolomeo mio fratello che lui non ha da vivere e vestirsi e così già più di anni 8" (Arch. di Stato di Firenze, Catasto, a. 1457, reg. 826, c. 167). Cosimo morì improvvisamente il 27 febbraio 1451, e nello stesso anno si affrettò a far maritare il secondo figlio Tommaso, con Bartolomea di Andreolo di Niccolò Sacchetti. Tommaso, che ebbe tre figlie, pare che si occupasse dell'amministrazione del patrimonio paterno, e oltre a ciò non esercitò alcuna professione, e sicuramente non fu medico. I Chellini, che poi mutarono il nome in Sanminiati ottenendo nei secoli a venire anche un titolo nobiliare, possedevano a quell'epoca case e terreni a San Miniato, partecipazioni in attività commerciali e un capitole depositato al Monte del Comune di Firenze della straordinaria cifra di 6.389 fiorini d'oro. Oltre a ciò il Chellini possedeva molta argenteria e una vasta biblioteca (si pensi che prima dell'invenzione della stampa i libri erano solo manoscritti, e di altissimo costo), che era noto per mettere a disposizione degli amici.
Nel 1455 fu console dell'Arte e nello stesso anno fece avviare la costruzione di una cappella dedicata ai santi Cosma e Damiano (protettori della profesisone medica) nella chiesa di San Jacopo nella nativa San Miniato, terminata l'anno dopo. Poco dopo fece anche erigere anche l'oratorio di Santa Maria al Fortino, ad uso di ospizio, che dotò di una pala di uno stretto collaboratore di Filippo Lippi, il Maestro della Natività Johnson (oggi nel Museo della Misericordia di San Miniato).
Nel 1456 Antonio Rossellino lo effigiò in un busto di grande verismo, oggi al Victoria and Albert Museum. Lo stesso anno curò Donatello, che lo pagò con una Madonna col Bambino e angeli in bronzo, come ricordano la Cronaca del codice Passerini e il Libro debitori creditori e ricordanze del Chellini stesso (conservato con tutto l'archivio Chellini presso l'Università Bocconi di Milano), riconosciuto nel tondo al Victoria and Albert Museum, oggi detto Madonna Chellini.
Successivamente al 1457 scomparve anche Tommaso, e nel testamento del 25 luglio 1458, Giovanni nominò come nuovo erede universale il nipote Bartolomeo, lasciando anche 2000 fiorini d'oro per la dote delle nipoti e una rendita di 20 fiorini d'oro all'anno per la Società del Corpo di Gesù Cristo di San Miniato.
Morì nel 1461, venendo sopolto nella cappella da lui predisposta, in un monumento funerario che il nipote Bartolomeo commissionò, stando agli studi più recenti, a Bernardo Rossellino (anziché Pagno di Lapo, come scrisse Vasari), con la figura del giacente a grandezza naturale.